# Caner Dengin
Caner Dengin  est un joueur turc de volley-ball né le 15 décembre 1987. Il mesure 1,88 m et joue libero.

## Clubs
| Club              | Pays    | De        | À         |
| ----------------- | ------- | --------- | --------- |
| Galatasaray SK    | Turquie | 2007-2008 | 2012-2013 |
| Şahinbey Belediye | Turquie | 2013-2014 | 2014-2015 |
| Halkbank Ankara   | Turquie | 2015-2016 | 2016-2017 |
| İnegöl Belediye   | Turquie | 2017-2018 | 2017-2018 |
| Fenerbahçe SK     | Turquie | 2018-2019 | 2019-2020 |
| İnegöl Belediye   | Turquie | 2020-2021 | ...       |